# Thomas Reichmann
Thomas Reichmann (* 2. August 1938 in Berlin; † 12. März 2025) war ein deutscher Wirtschaftswissenschaftler, Hochschullehrer und Pionier des Controllings.

## Leben
Reichmann studierte von 1958 bis 1963 Wirtschaftswissenschaften an der Johann Wolfgang Goethe-Universität Frankfurt am Main. Nach seiner Promotion 1966 befasste sich Reichmann in seiner Habilitationsschrift 1972 mit der Bestimmung von Preisunter- und Obergrenzen in Industriebetrieben. Nach seiner Habilitation 1972 in Frankfurt folgte er einem Ruf an die Technische Universität Dortmund. Dort gründete er den Lehrstuhl für Unternehmensrechnung und Controlling. Er engagierte sich zudem beim Aufbau der Unternehmer-Hochschule Business and Information Technology School (BiTS) in Iserlohn (Laureate Education, Inc.) und war dort Präsident des Ehrensenats.
Ab 1985 richtete Reichmann den Deutschen Controlling Congress (DCC) aus. Der DCC gilt deutschlandweit als wichtige Plattform für Spezialisten aus Wissenschaft und Praxis. 1988 gründete Reichmann das Controlling Innovations Center (CIC) und war als dessen geschäftsführender Gesellschafter tätig. Die Angebotspalette des CIC umfasst die Entwicklung und Umsetzung von Komplettlösungen für Controlling und IT-Solutions.

## Forschung
Schwerpunkt der Forschungstätigkeit von Reichmann war die systemgestützte Controlling-Konzeption. Die von Reichmann entwickelte mehrdimensionale Controllingpyramide stellt diesbezüglich das zentrale Steuerungsinstrument dar. Zusammen mit Laurenz Lachnit entwickelte Reichmann 1976 mit dem RL-Kennzahlensystem das erste in sich geschlossene, auf sachlogischen Beziehungen basierende Kennzahlensystem, das mit dem RL-Konzern-Kennzahlensystem eine Erweiterung erfuhr. Mit der Balanced Chance and Risk Card (BCR-Card) konzipierte er ein das Risikomanagement integrierendes Performance-Measurement-System. 
Die erste Auflage seines inzwischen in der 9. Auflage erschienenen Buches Controlling mit Kennzahlen und Managementberichten legte den Grundstein für das heutige systemgestützte Controlling. Reichmann rief gemeinsam mit Péter Horváth die Zeitschrift für erfolgsorientierte Unternehmenssteuerung Controlling, die seit 1989 erscheint, und Vahlens Großes Controlling Lexikon ins Leben.

## Schriften
- Controlling mit Kennzahlen und Management-Tools, Vahlen, München 2006 (9. Auflage), ISBN 978-3800632534
- Controlling. Concepts of Management Control, Controllership, and Ratios, New York, Barcelona, London, Hong Kong, Tokyo 1997, ISBN 3540627227
- Vahlens Großes Controlling-Lexikon, München 2002, ISBN 978-3800627585
- Handbuch Kosten- und Erfolgs-Controlling, München 1995, ISBN 978-3800619184
- Rating nach Basel II, München 2005, ISBN 978-3800632329